# Патрик Дъфи
Патрик Дъфи (на английски: Patrick Duffy; роден на 17 март 1949 г.) е американски актьор, най-известен с ролята си на Боби Юинг в сериала „Далас“ (1978 – 1991). Познат е още с ролите си на Франк Ламбърт в „Стъпка по стъпка“ (1991 – 1998) и Стивън Лоуган в „Дързост и красота“ (2006 – 2011).

## Личен живот
Дъфи е женен за Карлин Росър, която е десет години по-голяма от него, на 15 февруари 1974 г. Живеят близо до Ийгъл Пойнт, Орегон. Синовете им са родени съответно през 1974 и 1979 г. Имат и четирима внуци. През юни 2017 г. Патрик Дъфи потвърждава, че съпругата му Карлин Росър Дъфи е починала на 23 януари 2017 г.